# جورج فورد (لاعب هوكي الجليد)
جورج فورد هو لاعب هوكي الجليد كندي، ولد في 8 يونيو 1930 في تورونتو في كندا.

## وصلات خارجية
- جورج فورد على موقع HockeyDB.com (الإنجليزية)